# میتسوبیشی چاریوت

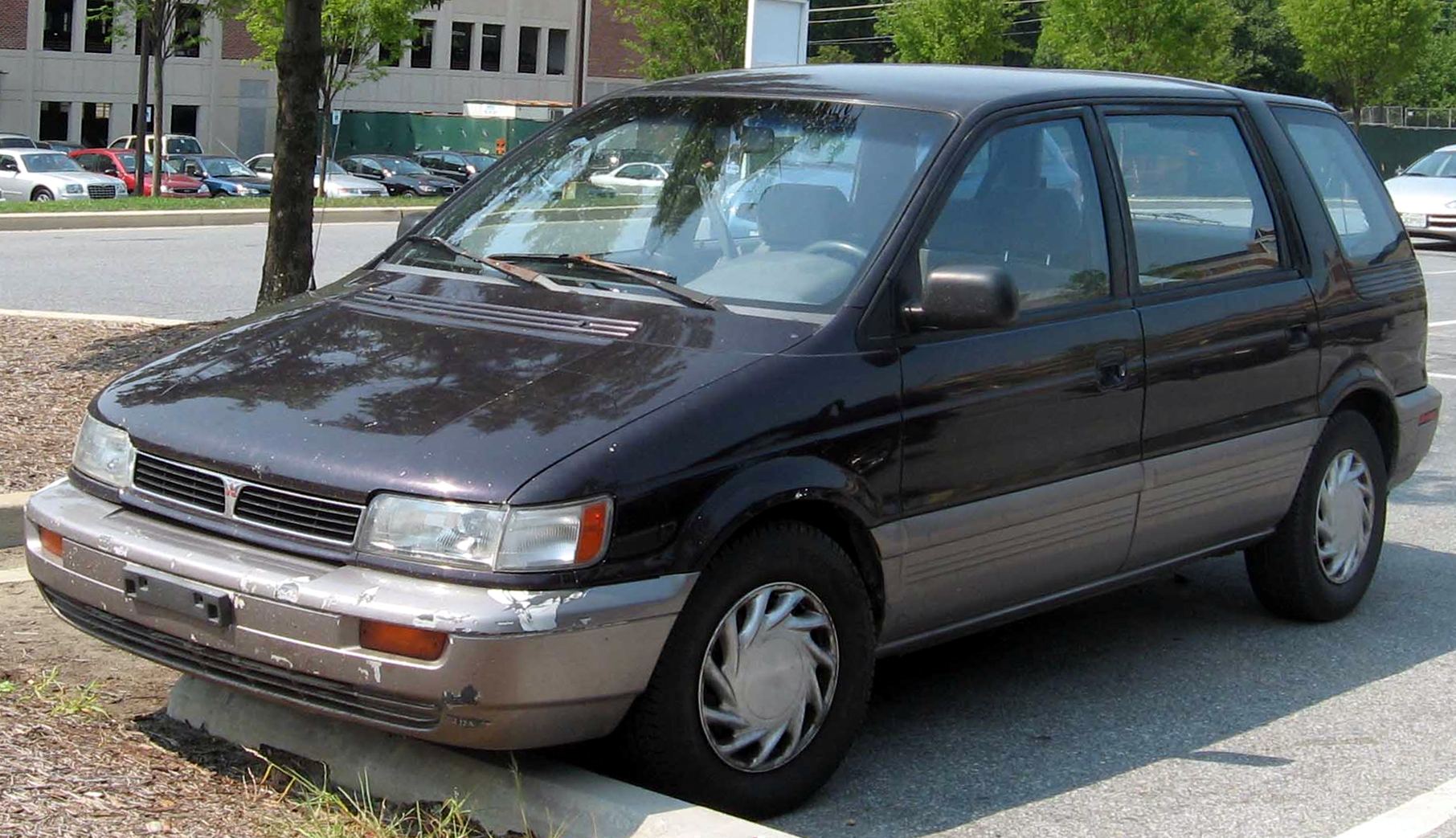

میتسوبیشی چاریوت (Mitsubishi Chariot) خودرویی است که در سال‌های ۱۹۸۳ تا ۲۰۰۳توسط میتسوبیشی موتورزتولید شده‌است.
این خودرو در کلاس کامپکت ام‌پی‌وی قرار گرفته، است.

## نگارخانه

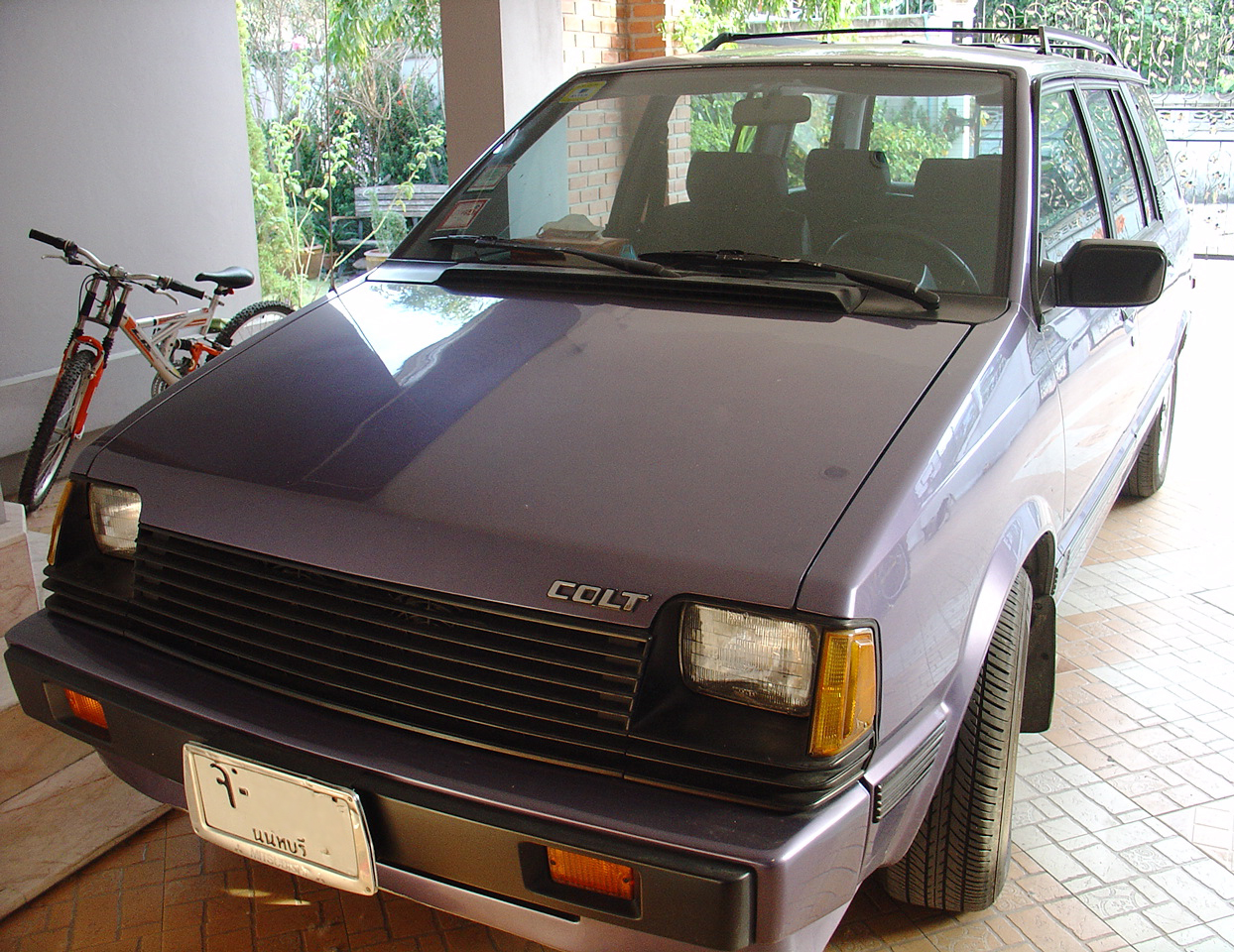
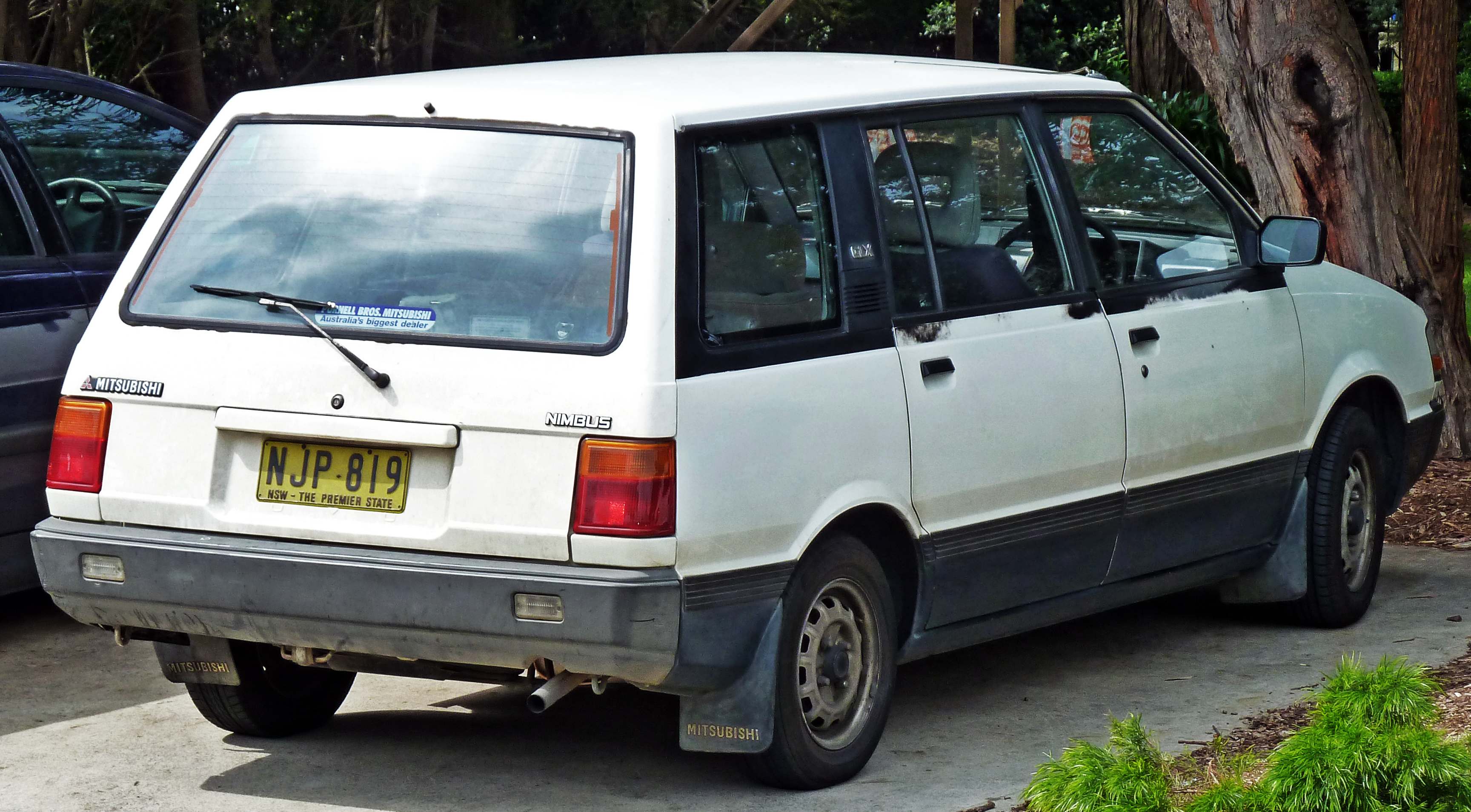
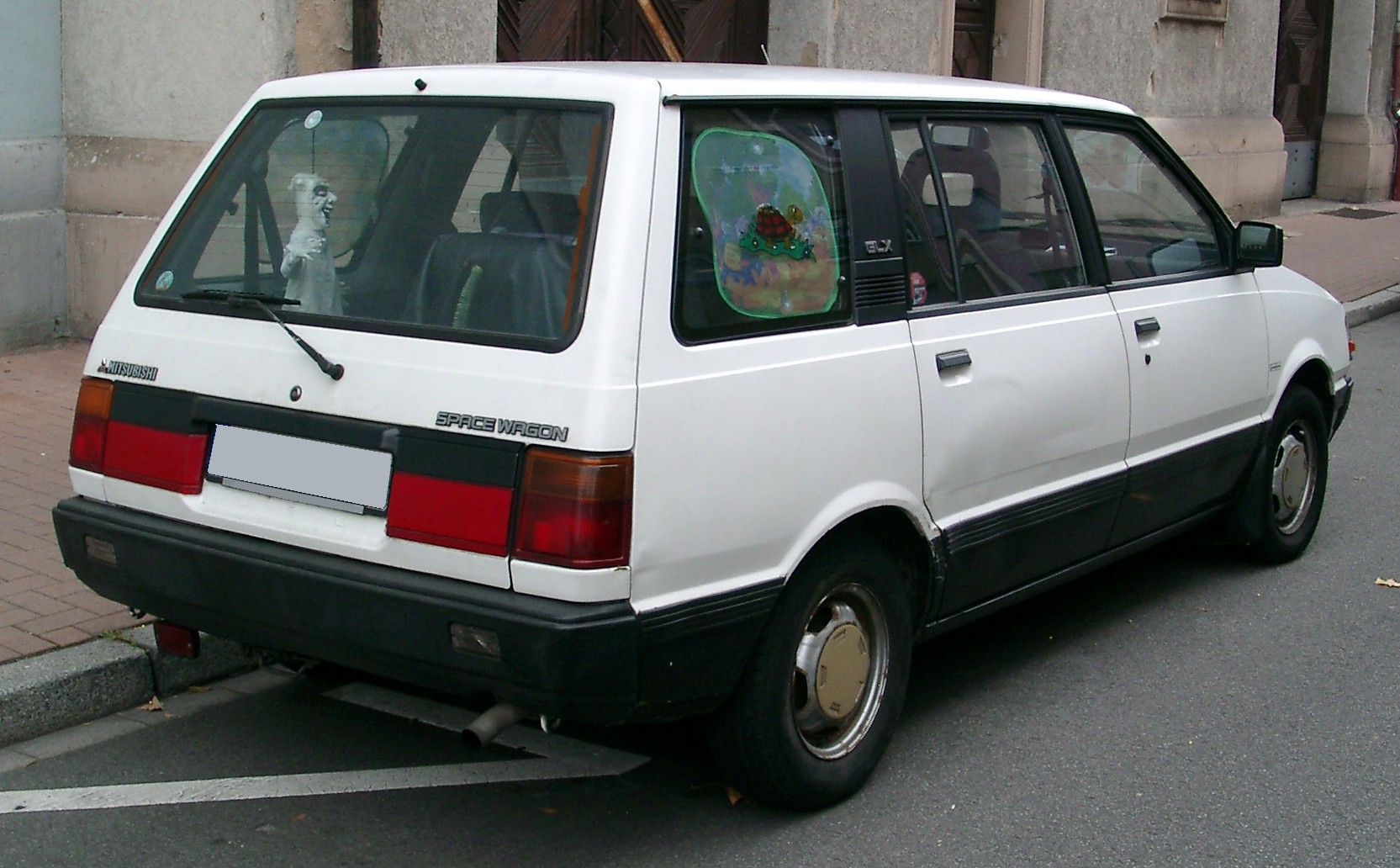